# Ivan Koloff
Pour les articles homonymes, voir Koloff et Perras.
Oreal Donald Perras mieux connu sous le nom d'Ivan Koloff (né le 25 août 1942 à Montréal (Québec) et mort le 18 février 2017 à Winterville (Caroline du Nord)), est un catcheur (lutteur professionnel) canadien.
Il commence sa carrière au Canada au début des années 1960 et devient le « Russian Bear » Ivan Koloff en 1967. Il devient célèbre en devenant champion du monde poids lourd de la World Wide Wrestling Federation après sa victoire face à Bruno Sammartino le 18 janvier 1971. Il garde ce titre pendant trois semaines.
Il continue sa carrière en travaillant principalement sur la cote est des États-Unis pour Jim Crockett Promotions (en) où il forme le clan The Russians avec Krusher Kruschev et Nikita Koloff. Il met un terme à sa carrière au début des années 1990.

## Jeunesse
Perras grandit dans une ferme laitière près d'Ottawa et est le cinquième enfant de sa famille composée de sept frères et trois sœurs. Il se passionne pour le catch depuis l'enfance. Durant son adolescence, il vole du bétail et passe cinq mois en prison. Une fois sortie de prison, il travaille dans des sociétés de construction.

## Carrière de catcheur

### Débuts (1960-1969)
Perras entre à l'école de catch de Jack Wentworth en 1960. Il commence à lutter sous le nom de Red McNulty et incarne sur le ring un irlandais borgne,.
Il change de gimmick en 1968 pour celui d'Ivan Koloff, un catcheur heel soviétique. Son personnage s'inspire du catcheur Maurice Vachon et des différentes interviews de soviétiques qu'il voit à la télévision. Il se fait un nom au Québec à l'International Wrestling Association (IWA) où il est le rival de Johnny Rougeau qui est alors le champion poids lourd international de l'IWA. Koloff lui succède début 1968 et perd ce titre face à Rougeau le 22 avril. Il parvient à vaincre une seconde fois son rival le 23 mai 1969. Abdullah the Butcher met fin à son second règne le 14 juillet de cette même année.

### World Wide Wrestling Federation (1969-1971)
En 1969, Koloff commence à apparaitre régulièrement à la World Wide Wrestling Federation (WWWF) avec Lou Albano comme manager. Vince McMahon, Sr. fait alors de lui le rival de Bruno Sammartino qui est alors le champion du monde poids lourd de la WWWF. Koloff lui succède le 18 janvier 1971 mettant fin au règne de plus de sept ans de son ennemi. Il garde cette ceinture de champion pendant trois semaines cédant le titre à Pedro Morales le 8 février. Il comprend qu'il n'est plus le catcheur vedette et McMahon, Sr. ne veut pas de champion du monde heel. Koloff décide donc de ne plus travailler pour la WWWF semaines plus tard.

### American Wrestling Association (1971-1973)
Après son départ de la WWWF, Koloff part dans le Minnesota travailler à l'American Wrestling Association (AWA) où il est le rival de Verne Gagne. Ils s'affrontent notamment le 1er septembre 1972 dans un match pour le championnat du monde poids lourd de l'AWA que Gagne remporte,.

## Mort
Il meurt le 18 février 2017 à l'âge de 74 ans.

## Championnats et accomplissements
- American Championship Wrestling
  - 1 fois ACW United States Championship
- Atlantic Coast Wrestling
  - 1 fois ACW Tag Team Championship (avec Vladimir Koloff)
- Championship Wrestling from Florida
  - 5 fois NWA Florida Tag Team Championship (avec Pat Patterson (1), Masa Saito (3) et Nikolai Volkoff (1))
- Costal Real Extreme Wrestling
  - 1 fois CREW Heavyweight Championship
- CWF Mid-Atlantic
  - 1 fois CWF Mid-Atlantic Tag Team Championship (avec Sean Powers)
- Georgia Championship Wrestling
  - 7 fois NWA Georgia Tag Team Championship (avec Ole Anderson (5) et Alexis Smirnoff (2))
- Great Lakes Wrestling Association
  - 1 fois GLWA United States Heavyweight Championship
- International Wrestling Alliance
  - 1 fois IWA World Tag Team Championship (avec Maurice Vachon)
- International Wrestling Association (Montreal)
  - 1 fois IWA International Heavyweight Championship
- Maple Leaf Wrestling
  - 1 fois NWA Canadian Heavyweight Championship
- Masterz of Mayhem
  - 1 fois MoM USWA North American Heavyweight Championship
- Mid-Atlantic Championship Wrestling / Jim Crockett Promotions
  - 4 fois NWA Mid-Atlantic Heavyweight Championship
  - 1 fois NWA Mid-Atlantic Tag Team Championship (avec Don Kernodle)
  - 2 fois NWA Mid-Atlantic Television Championship
  - 3 fois NWA Television Championship
  - 2 fois NWA United States Tag Team Championship (avec Krusher Khruschev (1) et Dick Murdoch (1))
  - 2 fois NWA World Six-Man Tag Team Championship (avec Nikita Koloff et Krusher Khruschev (1) et The Barbarian et The Warlord (1))
  - 5 fois NWA World Tag Team Championship (avec Nikita Koloff (1), Krusher Koloff (1), Ray Stevens (1), Don Kernodle (1) et Manny Fernandez (1)
- Mid-Atlantic Wrestling Alliance
  - 1 fois MAWA Heavyweight Championship
- NWA Charlotte
  - 1 fois NWA Charlotte Legends Championship
- Professional Wrestling Hall of Fame and Museum
  - Introduit en 2011
- Southern Championship Wrestling
  - SCW Hall of Fame (Introduit en 1999)
- Virginia Wrestling Association
  - 1 fois VWA Heavyweight Championship
- Western Ohio Wrestling
  - 1 fois WOW International Heavyweight Championship
- World Wide Wrestling Federation
  - 1 fois WWWF World Heavyweight Championship
- World Wrestling Association
  - 1 fois WWA Heavyweight Championship
- World Wrestling Council
  - 1 fois WWC Puerto Rico Heavyweight Championship

## Récompenses des magazines
- Pro Wrestling Illustrated
  - 4e catcheur le plus détesté de l'année 1979[14]
  - 4e équipe de l'année 1985 avec Nikita Koloff[15]
  - 2e match de l'année 1985 avec Nikita Koloff contre les Road Warriors[15]

| Année | 1991 | 1992 | 1993 | 1994 |
| ----- | ---- | ---- | ---- | ---- |
| Rang  | 154  | 137  | 152  | 105  |

- Wrestling Observer Newsletter
  - Wrestling Observer Newsletter Hall of Fame (Introduit en 2015)

## Jeux vidéo
Ivan Koloff apparait dans les jeux suivants :
- Legend Of Wrestling (2001, PS2, Xbox, Game Cube)
- Legend Of Wrestling II (2002, PS2, Xbox, Game Cube, Game Boy Advance)
- Showdown : Legend of wrestling (2004, PS2, Xbox)